# Pim Fortuyn
Wilhelmus Simon Petrus Fortuijn, dit Pim Fortuyn (en néerlandais : [ˈpɪɱ fɔrˈtœyn] ), né le 19 février 1948 à Velsen et mort assassiné le 6 mai 2002 à Hilversum, est un homme politique néerlandais d'extrême droite.
Il étudie la sociologie à l'université d'Amsterdam avant de devenir maître-assistant en sociologie à l'université de Groningue et à l'université Érasme de Rotterdam. Alors qu'il mène la Liste Pim Fortuyn (LPF) en vue des élections législatives du 15 mai 2002, il est assassiné le 6 mai par un militant d'extrême gauche qui voulait l'empêcher d'« exploiter les musulmans comme boucs émissaires », comme celui-ci le déclare à son procès en 2003,,,.
Il est ouvertement homosexuel,.

## Biographie

### Parcours politique
Le parcours politique de Fortuyn fut relativement atypique. Il fut membre du Parti travailliste, et tenta en vain d'adhérer au Parti communiste des Pays-Bas. À la fin de sa vie, il fonda un mouvement populiste qui est qualifié d'extrême droite par la majorité des observateurs, étiquette que lui-même récusait formellement.
Les positions politiques qu'il prend à la fin de sa vie sont marquées par son hostilité à l'islam et à l'immigration non-européenne aux Pays-Bas. Il fonde son discours sur l'argument des différences culturelles et de l'absence de volonté d'assimilation imputée aux immigrants, mais il n'évoque jamais de critères de race. De ce fait, Pim Fortuyn répète à de nombreuses reprises qu'il n'a rien de commun avec des partis habituellement classés à l'extrême droite tels que le Parti de la liberté d'Autriche (FPÖ) en Autriche, le Front national (FN) en France ou encore le Vlaams Blok (actuel Vlaams Belang) en Flandre. Il consentait tout juste à se reconnaître comme nationaliste.[réf. souhaitée] Son homosexualité affichée contribue en outre à le tenir éloigné de nombreux partis[réf. nécessaire]. Le 26 novembre 2001, il est désigné tête de liste du parti Leefbaar Nederland en vue des élections législatives de 2002.
Le 9 février 2002, il déclarait au journal de Volkskrant[réf. souhaitée] que seize millions d'habitants aux Pays-Bas est un chiffre de population suffisamment élevé et qu'accepter chaque année l'accueil de 40 000 demandeurs d'asile dans le pays est une politique qui doit cesser. Il dit en outre qu'à ses yeux, l'article 7 de la Constitution, qui garantit la liberté de parole, est plus important que l'article premier, qui s'oppose à toute discrimination. Il prend soin, à cette occasion, de prendre ses distances avec les positions exprimées dans les années 1980 par le Parti du centre, qui prône alors le départ des étrangers du pays, tandis que lui-même estime que dès que ceux-ci sont suffisamment intégrés, la question de leur départ n'avait plus lieu d'être.
En dépit de ces précautions oratoires, Leefbaar Nederland déclare qu'il refuserait désormais de le faire figurer sur ses listes.[réf. souhaitée] Prenant acte de ce rejet, Pim Fortuyn, dès le 11 février 2002, fonde son propre parti en vue des élections législatives, la Liste Pim Fortuyn (Lijst Pim Fortuyn, LPF), mouvement que rejoignent rapidement de nombreux membres et sympathisants de Leefbaar Nederland.
La section de Rotterdam de Leefbaar Nederland, Rotterdam vivable (Leefbaar Rotterdam), fait sécession et garde Pim Fortuyn comme chef. En mars 2002, elle remporte 36 % des sièges à Rotterdam lors des élections municipal et devient ainsi le premier parti de la ville après trente ans de domination du Parti travailliste (PvdA), renvoyé dans l'opposition.

### Assassinat
Le 6 mai 2002, neuf jours avant les élections législatives, alors qu'il sort d'une station de radio à laquelle il venait d'accorder un entretien dans le cadre de la campagne électorale, Pim Fortuyn est abattu de cinq balles de 9 mm par Volkert van der Graaf, activiste d'extrême gauche, militant de la cause animale. Celui-ci a utilisé un pistolet semi-automatique Star Firestar M43 acquis illégalement. Selon Van der Graaf lui-même, il commet cet assassinat pour « protéger les musulmans », que Fortuyn aurait « désignés comme boucs émissaires » et parce qu'il « visait les groupes les plus vulnérables [pour] en tirer parti »,,.

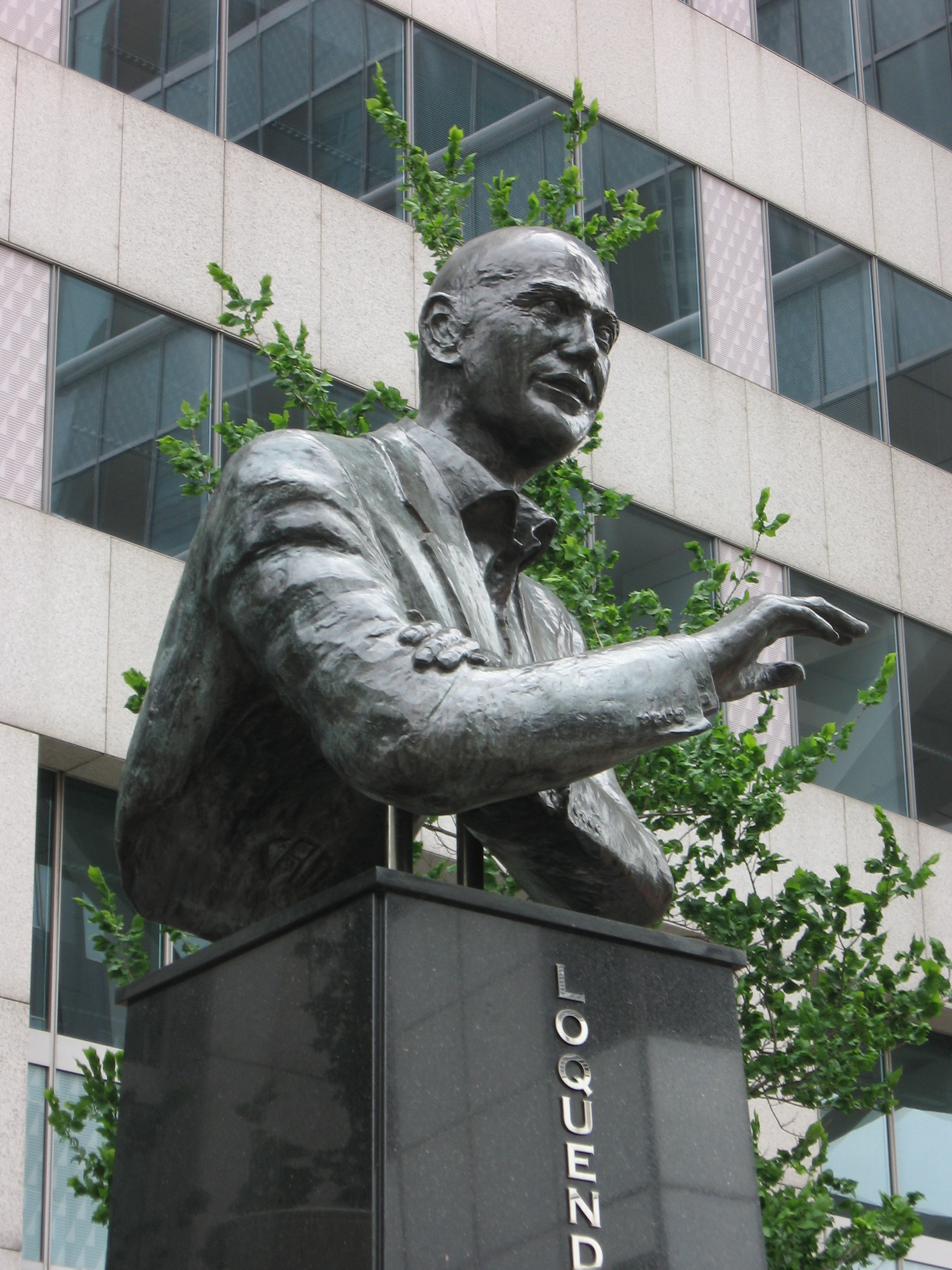
Monument à l'effigie de Pim Fortuyn à Rotterdam.

L'assassinat cause une vive émotion aux Pays-Bas, la reine Beatrix elle-même faisant part de sa consternation. Peut-être partiellement influencé par l'émotion causée par cet assassinat, le peuple néerlandais accorda 1 614 801 voix à la LPF, ce qui permit l'élection de vingt-six députés à la chambre basse du Parlement (soit 17 % des cent cinquante sièges de l'assemblée). La LPF devint ainsi le second parti néerlandais.
Bien qu'intégrée à la coalition gouvernementale de Jan Peter Balkenende, le nouveau Premier ministre chrétien-démocrate, la Liste Pim Fortuyn, privée de son chef, entra rapidement dans une période de turbulences qui aboutit quelques mois plus tard à la dissolution de la chambre basse.  Lors des élections de janvier 2003, le parti subit un fort reflux électoral et ne recueillit plus que 549 975 voix (5,7 %) et huit sièges, passant de la deuxième à la cinquième place, et rejoignant ainsi l'opposition. Sa chute électorale se poursuivit lors des élections de novembre 2006, lorsqu'aucun de ses candidats ne fut élu à la 2e chambre du parlement. Au mois d'août 2007, la LPF décida de se dissoudre à la fin de l'année.

### Suite judiciaire
Volkert van der Graaf (nl) a été condamné en 2003 à 18 ans de prison. Il obtient une libération conditionnelle le 2 mai 2014 après avoir purgé les deux tiers de sa peine, ce qui fit scandale dans le pays.

## Publications en langue néerlandaise
- Sociaaleconomische politiek in Nederland 1945-1948 (dissertatie 1980).
- De Nederlandse verzorgingsstaat. Terugblik en vooruitzien, Hoofdstuk 1: ‘Het  tenslotte’ en  redactie (1983).
- Om de toekomst van de werkgelegenheid (1985).
- Stakingsrecht in theorie en praktijk 1872-1986 (1985).
- De positie bepaald, de koers uitgezet (1989).
- De overheid als ondernemer (1992).
- Aan het volk van Nederland (Contact, 1993 ;  (ISBN 90-254-0303-4)).
- Zakenkabinet–Fortuyn (1994).
- De verweesde samenleving (1995).
- Beklemmend Nederland (1995).
- Uw baan staat op de tocht (Bruna, 1995).
- Mijn collega komt zo bij u (1996?).
- Zielloos Europa (1997).
- Tegen de Islamisering van onze cultuur (1997 ; vernieuwde heruitgave Karakter, 2002 ;  (ISBN 90-6112-861-7)).
- Zonder ambtenaren (1997).
- 50 Jaar Israël. Hoe lang nog? (Bruna, 1998 ;  (ISBN 90-229-8407-9)).
- Babyboomers (1998 ; vernieuwde heruitgave Karakter, 2002 ;  (ISBN 90-6112-941-9)).
- De derde revolutie (Bruna, 2000 ;  (ISBN 90-229-8441-9)).
- Droomkabinet (Van Gennep, 2001 ;  (ISBN 90-5515-286-2)).
- De verweesde samenleving (Vernieuwde heruitgave Karakter, 2002 ;  (ISBN 90-6112-931-1)).
- De puinhopen van acht jaar paars (Karakter, 2002 ;  (ISBN 90-6112-911-7)).